# Rungia punduana
Rungia punduana är en akantusväxtart som beskrevs av Christian Gottfried Daniel Nees von Esenbeck. Rungia punduana ingår i släktet Rungia och familjen akantusväxter. Inga underarter finns listade i Catalogue of Life.